# Irena Sendler
Irena Stanisława Sendler (nhũ danh: Krzyżanowska, thường được gọi là Irena Sendlerowa ở Ba Lan; 15 tháng 2 năm 1910 - ngày 12 tháng 5 năm 2008) là một nhân viên xã hội người Công giáo Ba Lan từng làm ở tổ chức ngầm Ba Lan và các tổ chức kháng Żegota ở Warsaw thuộc chiếm đóng của Đức trong Thế chiến 2. Được hỗ trợ của hơn chục người là thành viên của Żegota, Sendler đã cứu 2.500 trẻ em Do Thái bằng cách buôn lậu chúng ra khỏi các Ghetto Warsaw, cung cấp cho chúng các giấy tờ giả, và cho chúng trú ẩn tại nhà của những gia đình cá nhân và nhóm trẻ em ở bên ngoài Ghetto.
Sendler sinh ra với tên Irena Krzyzanowski vào ngày 15 tháng 2 năm 1910 tại Warsaw. Cha cô, Stanislaw Krzyzanowski, là một bác sĩ. Sendler thông cảm với người Do Thái từ thời thơ ấu. Cha cô đã chết vào tháng 2 năm 1917 vì bệnh sốt phát ban mà ông bị nhiễm trong khi điều trị cho các bệnh nhân mà đồng nghiệp của ông đã từ chối. Nhiều người trong các bệnh nhân là người Do Thái. Sau khi cha chết, các nhà lãnh đạo cộng đồng Do Thái đã đề nghị trả tiền học phí cho Sendler. Bà phản đối hệ thống chỗ ngồi Do Thái đã tồn tại ở một số trường đại học Ba Lan trước chiến tranh và kết quả là bị Đại học Warsaw đình chỉ trong ba năm.
Năm 1956, bà được nhà nước Israel công nhận là Người dân ngoại công chính.